# 자유부인 (1969년 영화)
"자유부인"은 한국에서 제작된 강대진 감독의 1969년 영화이다. 김진규 등이 주연으로 출연하였고 차동진 등이 제작에 참여하였다.

## 출연

### 주연
- 김진규
- 김지미
- 오영일

## 기타
- 원작자: 정비석
- 조명: 고해진
- 미술: 노인택